# Cichlasoma sanctifranciscense
Cichlasoma sanctifranciscense es una especie de peces de la familia Cichlidae en el orden de los Perciformes.

## Morfología
Los machos pueden llegar alcanzar los 8,8 cm de longitud total.

## Distribución geográfica
Se encuentran en las cuencas de los ríos  São Francisco,  Parnaíba y  Capivara (Brasil ).